# Primeira República Francesa
```
   |-
       | 
Erro:
:  
valor não especificado para "
continente
"
```

A Primeira República Francesa foi proclamada no dia 21 de setembro de 1792, através da Convenção Nacional, como processo da Revolução Francesa. Ela se organiza entre grandes grupos burgueses, tendo como uma das figuras de destaque, Robespierre. Ela marcou o fim da monarquia constitucional e o início do republicanismo como modelo político, que no próximo século passaria a vigorar em grande parte das nações. Durante sua existência, a Primeira República sofreu com intensas disputas pelo poder, que afetou em muito a vida dos franceses. 
Além da queda da hegemonia monárquica e da Convenção Nacional, o período pode ser compreendido também através do Terror, da criação do Diretório e do Consulado. Em 1799, Napoleão Bonaparte lidera o golpe conhecido como 18 de Brumário, que posteriormente acaba transformando a República no Primeiro Império Francês, no ano de 1804.

## O fim da monarquia constitucional

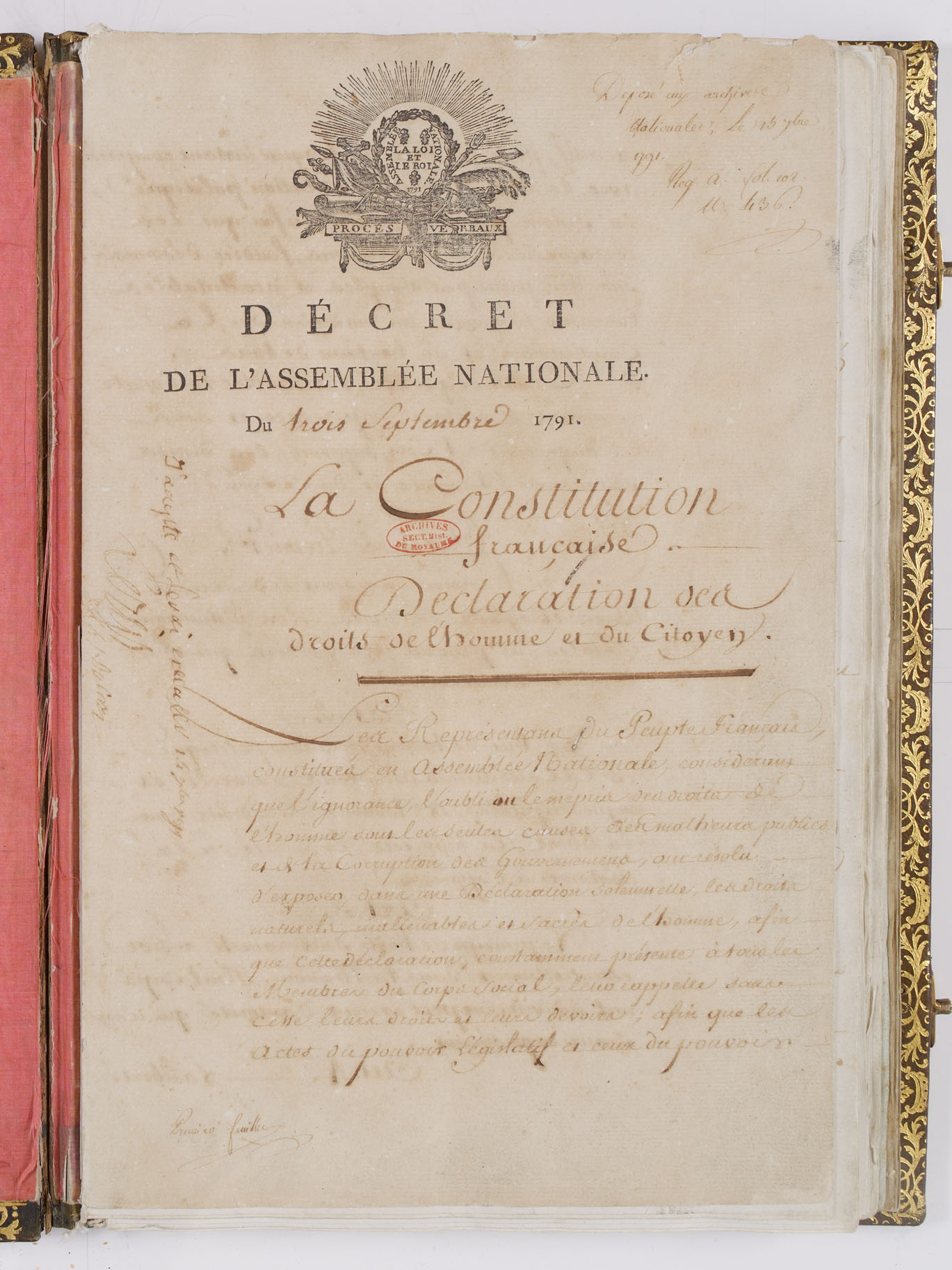
Constituição sancionada em 13 de setembro de 1791.

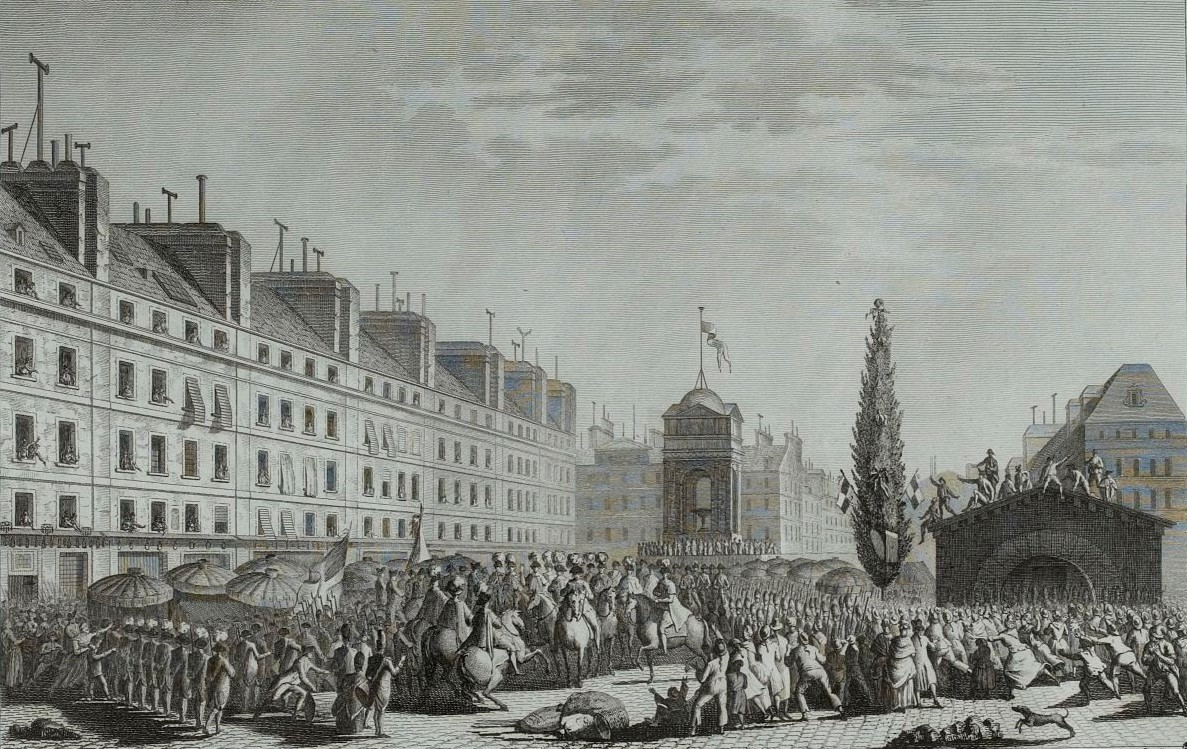
Proclamação da Constituição na praça do mercados dos Inocentes, 14 de Setembro de 1791. Museu da Revolução Francesa.

Baseada na Constituição sancionada pelo rei em 13 de setembro de 1791, a nova Assembleia Legislativa se reúne em 16 de dezembro do mesmo ano. Dentre os diversos membros que tinham como objetivo principal pôr um fim à revolução, destacava-se o grupo dos Feuillants, que tinha 263 membros na Assembleia, de um total de 745. Porém, este grupo dividia-se entre partidários de La Fayette e partidários do triunvirato (Barnave, Duport e Lameth). Por outro lado, alguns burgueses democratas denominados Brissotinos (que mais tarde seriam chamados girondinos) sabiam da importância do apoio popular à revolução, mas já não confiavam na turbulência e não partilhavam dos mesmos anseios do povo, por conta de sua visão liberal econômica.
Além da instabilidade interna, a França passou a conviver também com ameaças externas. Apesar da "declaração de paz ao mundo", a revolução sofria com a hostilidade da Europa monárquica, que se preocupava com a situação francesa por solidariedade dinástica, mas sobretudo por temor do fermento revolucionário. Em agosto de 1791, os soberanos (Frederico Guilherme II, rei da Prússia, e José II, arquiduque da Áustria) chegaram a redigir a declaração de Pillnitz, que criava uma coalizão das potências monárquicas contra o perigo revolucionário, mas a proposta não avançou. Entretanto, a possibilidade de um conflito foi bem recebida pela maioria das tendências políticas na França, mas cada uma tinha um motivo diferente. Enquanto o rei e seus conselheiros acreditavam que os soberanos estrangeiros venceriam uma guerra facilmente, La Fayette sonhava com uma vitória militar, que o colocaria em um lugar de destaque. Já os brissotinos esperavam que uma guerra obrigasse o rei e seus conselheiros a se mostrar como realmente eram. No Clube dos Jacobinos, Robespierre praticamente sozinho se posicionava contrário ao conflito naquele momento, mas seus argumentos foram derrotados por Brissot e, em 20 de abril de 1792, a França declara guerra ao reino da Boêmia e da Hungria. A declaração fez com que uma aliança — constituída pela Prússia, o arquiduque da Áustria, a Rússia e os reis do Piemonte e da Espanha — se formasse para combater os revolucionários. As suspeitas dos brissontinos se confirmam, e o rei se recusa a promulgar as decisões de emergência da Assembleia por conta do conflito, além de demitir o ministério brissontino. Entretanto, as esperanças do rei também se confirmaram, e as tropas estrangeiras avançaram com facilidade sobre o exército francês.

Assalto ao palácio das Tulherias, 10 de Agosto de 1792. Óleo sobre tela Jean Duplessis-Bertaux, museu do Palácio de Versalhes.

Diante desse cenário vantajoso, os aliados decidiram lançar, em 15 de julho de 1792, o Manifesto de Brunswick, no qual ameaçavam a população de Paris. A resposta veio cinco dias depois, com uma nova jornada revolucionária semi-improvisada, onde os manifestantes invadiram o palácio das Tulherias para intimidar o rei, entretanto, este conseguiu resistir. A jornada não foi bem-sucedida, mas deu novo ânimo à mobilização popular, fazendo surgir cada vez mais mensagens pedindo a destituição do rei. Em 11 de julho, a Assembleia decretou "a Pátria em perigo", e batalhões de federados começaram a chegar das províncias, inclusive os marselheses, com seu canto de marcha "A Marselhesa", que alguns anos mais tarde, viria a se tornar o hino nacional francês. Chega o verão de 1792, e com ele, uma das mais importantes reviravoltas da marcha revolucionária. Sem unanimidade na frente da burguesia revolucionária com relação ao movimento popular, os brissotinos cogitaram firmar um compromisso com os monarquistas, mas perderam a chance para a Comuna Insurrecional de Paris, para os sans-culottes seccionários dispostos a pegar em armas e para o Clube dos Cordeliers. Em 10 de agosto de 1792 os seccionários parisienses e os "federados" das províncias marcham novamente sobre o palácio das Tulherias, que dessa vez é abandonado pela família real. Os populares triunfam depois de uma batalha mortal com o exército suíço (composto por aproximadamente 1 500 homens) que fazia a proteção do palácio. A Assembleia vota a suspensão do rei de suas funções e prende a família real na prisão do Templo. Uma Convenção Nacional, eleita por sufrágio universal, é convocada para governar o país e, em 21 de setembro, a França se torna uma república dotada de uma nova constituição, inaugurando uma nova fase na revolução.

## A Convenção Nacional

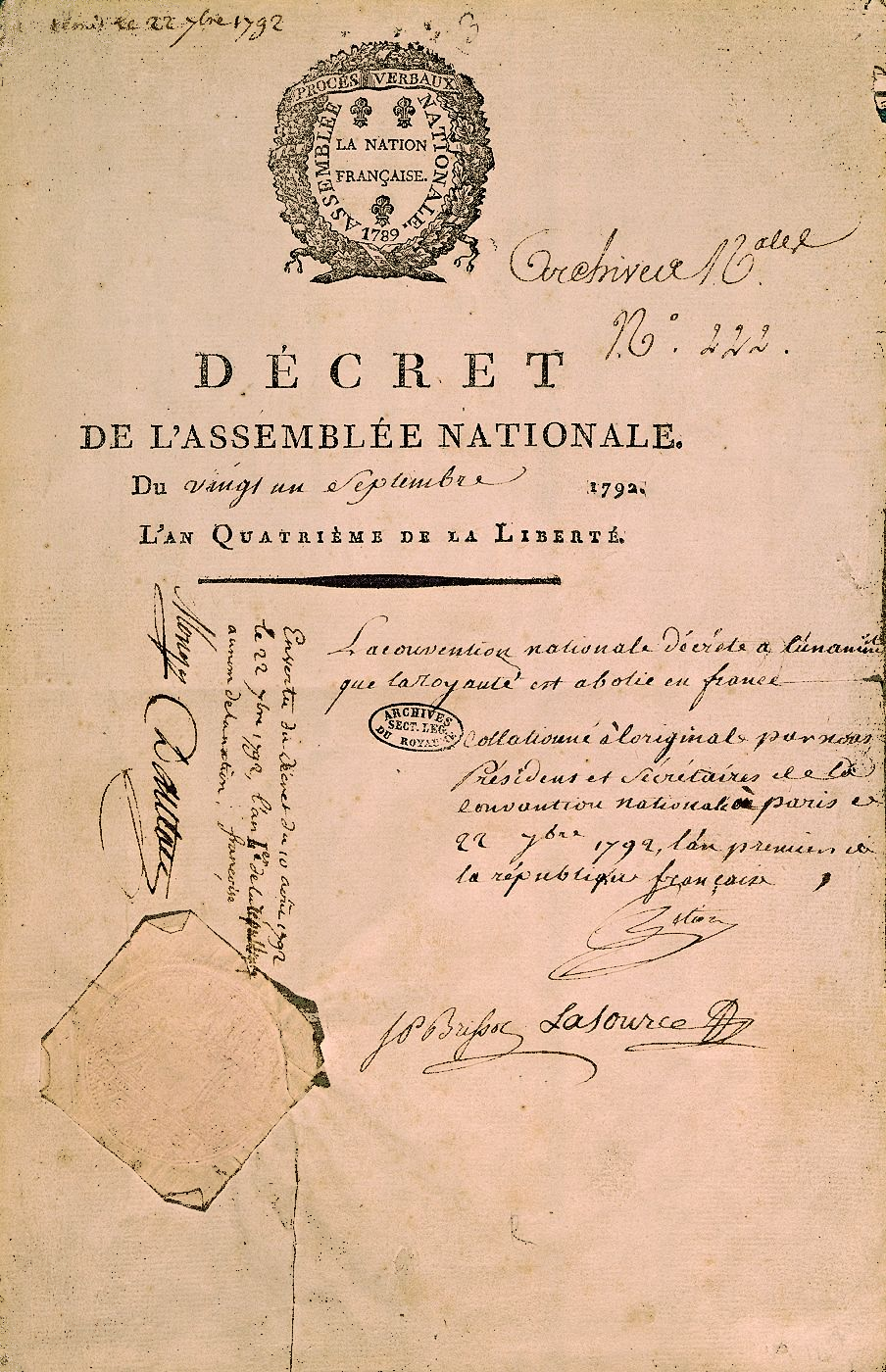
Decreto da Convenção Nacional, abolindo a monarquia. 21 de Setembro de 1792.

A vitória das tropas francesas contra as prussianas na Batalha de Valmy foi uma vitória simbólica que ocorreu no dia 20 de setembro de 1792 pode ser considerado uma das primeiras grandes conquistas do exército da República Francesa. Um dia após a vitória, em 21 de setembro de 1792 a Convenção Nacional é convocada, eleita por sufrágio universal e teve como principais objetivos a abolição da monarquia, o estabelecimento da Primeira República Francesa e sua nova Constituição e oficialmente a deposição e execução do Rei. 

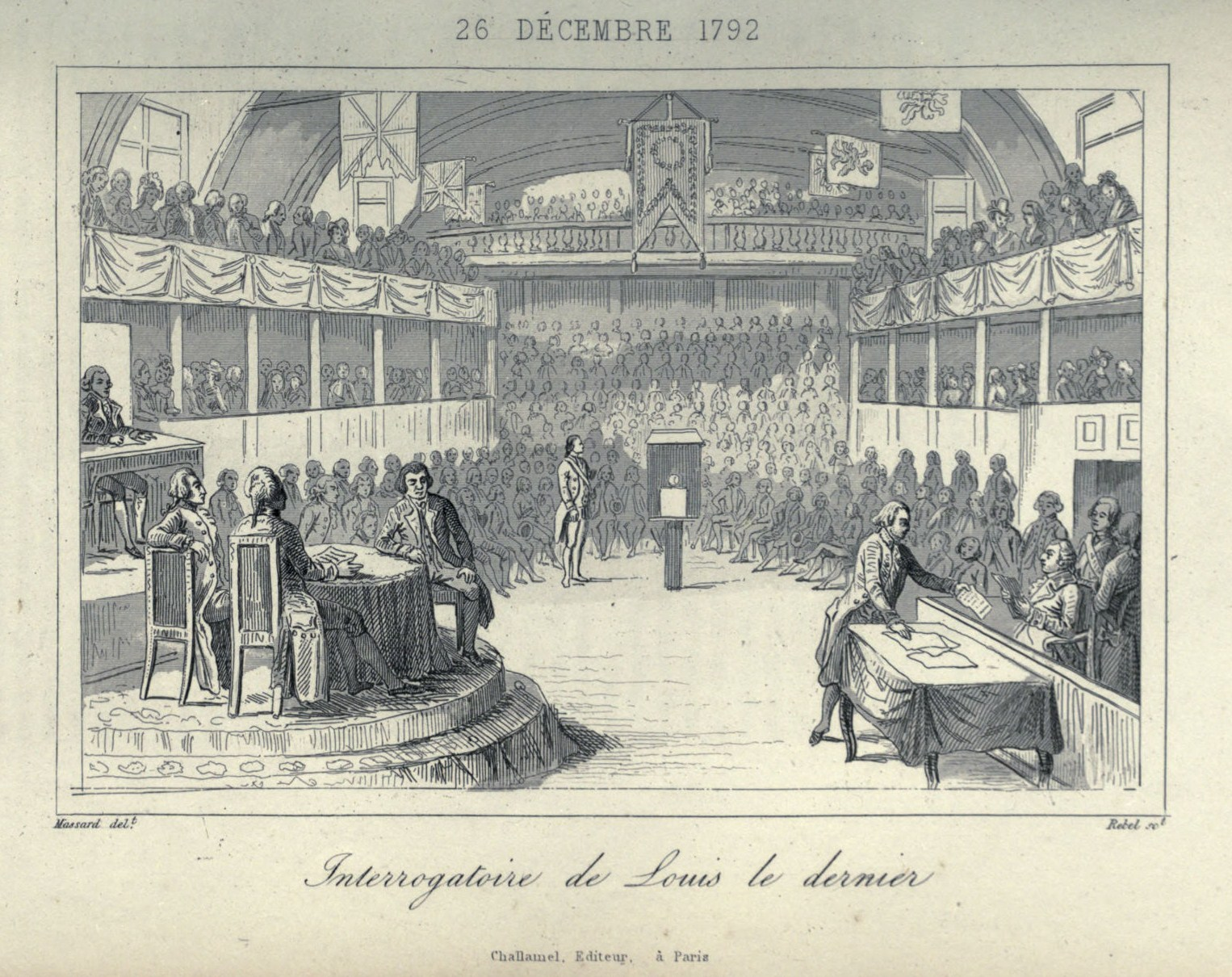
Julgamento de Luis XVI pela Convenção Nacional.

Como resultado do aumento da violência pública e da instabilidade política da monarquia constitucional, a um grupo de seis membros da Assembleia Legislativa da França foi atribuída a tarefa de supervisionar as eleições. O rei foi posteriormente levado a julgamento por crimes de alta traição em dezembro de 1792. Em 16 de janeiro de 1793 ele foi considerado culpado e, em 21 de janeiro, ele foi guilhotinado.
A Constituição Francesa de 1793 (Ano I) iria estabelecer um regime de assembleia, em que um conselho de 24 membros (Poder Executivo) seria indicado por uma assembleia nacional unicameral (Poder Legislativo). Seus atos seriam referendados pelas assembleias regionais, através do sufrágio universal masculino. 
No entanto, à luz dos conflitos internos e externos da França, a Convenção Nacional, originalmente uma assembléia constituinte, encontrou razões suficientes para se manter como o governo nacional eficaz, operando em sessão permanente sob poderes de emergência, até que a paz fosse alcançada, e adiou a implementação da Constituição, que nunca chegou a ser aplicada. Embora a Constituição fosse esmagadoramente popular e a sua elaboração e ratificação aumentassem o apoio popular aos Montanheses, a convenção deixou-a de lado indefinidamente em 10 de outubro de 1793 e declarou um "Governo Revolucionário" até uma futura paz. A Convenção deteve poderes legislativos e executivos durante os primeiros anos da Primeira República Francesa e teve três períodos distintos conforme o grupo dominante: Girondinos (moderados), Montanheses (radicais) e Termidoriano (reacionários).
A convenção dividiu-se na rivalidade entre os girondinos e montanheses, representantes da "burguesia e do povo unido que fizeram a revolução". Ambos eram compostos por membros da burguesia francesa, porém, assumiram posicionamentos concorrentes na Assembleia. Os girondinos eram burgueses provenientes principalmente dos grandes portos, como "Nantes, Bordeaux e Marselha, quadro da prosperidade do capitalismo comercial"  e o montanheses provenientes da burguesia "enraizada nas cidadelas do jacobinismo (Paris ou província)". Os membros da Gironda assumiram um posicionamento conservador quanto ao encaminhamento da Revolução Francesa, assustavam-se com os excessos do movimento revolucionário e suas reivindicações políticas, enquanto os membros da Montanha tinham suas reivindicações apoiadas nos movimentos populares e adotavam posturas que foram consideradas excessivas e radicais pelos seus opositores. 
Durante todo o inverno de 1792 e a primavera de 1793, Paris foi atormentada por distúrbios alimentares e a fome em massa. A nova convenção pouco fez para remediar o problema até ao final da primavera de 1793, ocupada em assuntos de guerra.
Finalmente, em 6 de abril de 1793, a Convenção criou a Comissão de Segurança Pública, liderada por Maximilien Robespierre (montanheses), e lhe foi dada uma tarefa monumental: "Para lidar com os movimentos radicais dos Enragés, escassez de alimentos e revoltas, a revolta na Vendeia e na Bretanha, a recente derrota de seus exércitos, e do abandono de seu comandante general".
Apesar do crescente descontentamento com a Convenção Nacional como um órgão governante, em junho, a Convenção elaborou a Constituição de 1793, que foi ratificada pelo voto popular no início de agosto de 1793. No entanto, o Comitê de Segurança Pública foi visto pelo governo como uma "medida de emergência", e os direitos garantidos pela Declaração dos Direitos do Homem e do Cidadão e na nova Constituição foram suspensos sob seu controle. O Comitê realizou milhares de execuções contra supostos inimigos da jovem República, a tal ponto que a guilhotina passou a ser conhecida como "a navalha nacional", porque ela parecia estar "caindo em todo mundo". As leis do Comitê e as políticas dos montanheses levaram a revolução para níveis sem precedentes, introduzindo o calendário revolucionário civil em 1793, o fechamento de igrejas em torno de Paris como parte de um movimento de descristianização, julgamento e execução de Maria Antonieta, e instituição da Lei dos Suspeitos, entre outras. Sob a liderança de Robespierre, os membros de várias facções e grupos revolucionários foram executados, incluindo os hébertistas e os dantonistas, muitos dos quais eram amigos pessoais de Robespierre. 

Os esforços de guerra foram melhorando para a França em 1794, devido em parte à excelência militar do general Napoleão Bonaparte. Muitos na Convenção Nacional clamavam para um retorno à normalidade, mas Robespierre discordava. Entre as execuções em massa, o medo da população, e a instituição do Festival da Razão, em meados de 1794, houve "um grande entusiasmo para acabar com o terror, [mas] ninguém conseguiu descobrir como fazê-lo. A única coisa que acabaria com o terror e, aparentemente, a única coisa que todos pudessem concordar, foi a queda de Robespierre". Preso em 27 de julho e executado em 28 de julho de 1794 sem julgamento.

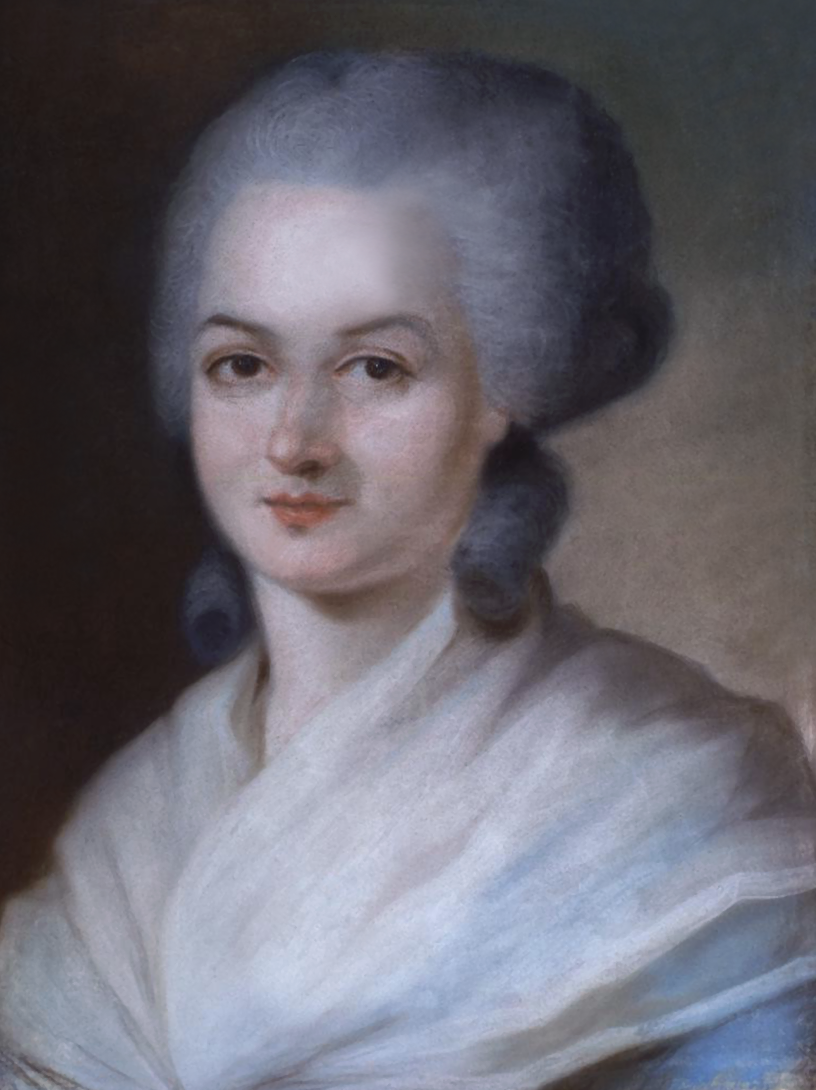
Olympe de Gouges por Aleksander Kucharski.

### Participação feminina no processo da Convenção Nacional
Havia uma contradição do Estado republicano com as mulheres: ora eram tratadas como cidadãs, conscientes de sua participação política; ora eram colocadas sob a tradição de serem seres incompatíveis com a noção de cidadania, por serem consideradas "frágeis" e "sensíveis", com estereótipos associados a aristocracia do Antigo Regime — em especial com a figura de Maria Antonieta. Na melhor das hipóteses, eram colocadas apenas no papel maternal de criar e educar os futuros revolucionários. Entretanto, "as mulheres não foram apenas vítimas indefesas da misoginia da Revolução, mas protagonistas conscientes de seu papel político". Como exemplo da ativa participação feminina, temos a Sociedade das Cidadãs Republicanas Revolucionárias, fundada em 1793, é um dos principais momentos de influência política feminina das classes populares. Seu sucesso na intervenção sobre os elementos cotidianos de Paris — como o contexto da fome que assolou a cidade —, gerou uma reação por parte de seus concorrentes, questionando a validade de suas reivindicações, com o argumento de que estavam sob influência de contrarrevolucionários. Houve uma série de perseguições contra esse grupo, principalmente partindo do Clube dos Cordeliers, na figura de Chabot e Bazire. Essa campanha levou à abolição da Sociedade no mesmo ano.
Mas é na figura de Marie Gouze, mais conhecida como Olympe de Gouges, que temos um dos melhores exemplos individuais de participação política e luta pela igualdade de gênero. Ainda em 1791, ela escreveu a Declaração dos Direitos da Mulher e da Cidadã. Esse documento se assemelha à Declaração dos Direitos do Homem e do Cidadão, em suas bases e traz a reivindicação feminina de igualdade de direitos concedidos aos homens. O documento evidencia o quanto as mulheres estavam alinhadas com o pensamento político do período. Olympe de Gouges é considerada uma das maiores intelectuais dos séculos XVII e XVIII. Entretanto, foi guilhotinada, em novembro de 1793, ao se opor a Robespierre e Marat, que a consideravam "perigosa demais". Em suas últimas palavras ela afirmou que se "a mulher tem o direito de subir ao cadafalso; ela deve ter igualmente o direito de subir à tribuna".

## O Diretório

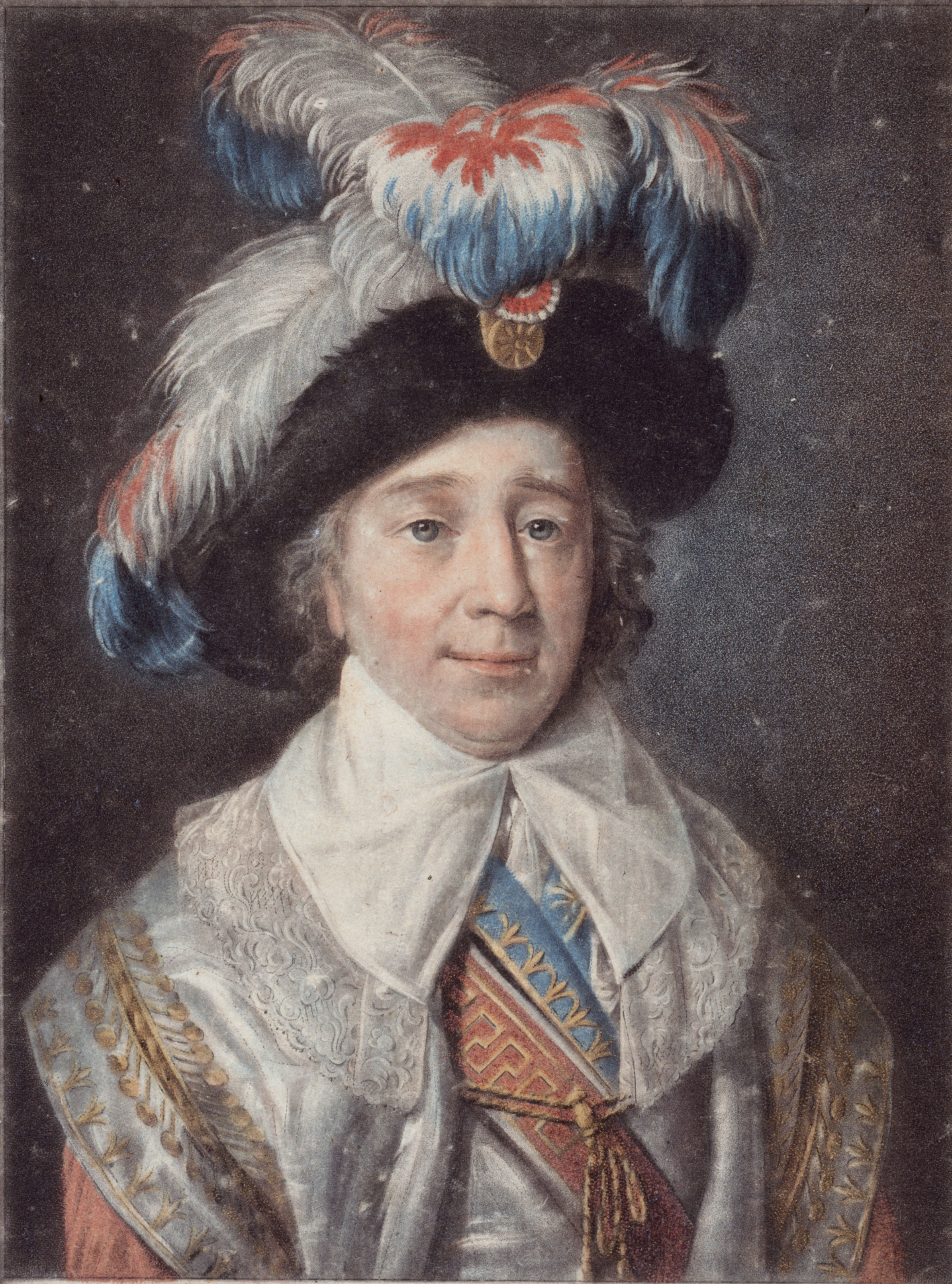
Paul Barras, presidente do diretório de 1795 à 1799. Pierre-Michel Alix.

O Diretório (1795-1799) foi um período de governo com maior tendência conservadora liderada pela alta burguesia francesa; surgiu 
como uma forma de governo que buscava recuperar a estabilidade social após o caos causado pelo regime do Terror da Convenção Nacional e pode-se marcar sua duração até a ascensão de Napoleão Bonaparte. 
A intensa oposição entre jacobinos e girondinos ocasionou a expulsão de uns e guilhotinamento de outros, e ambos os lados saíram com certa defasagem; esse cenário abriu caminho para a alta burguesia francesa entrar no comando executivo. Em 22 de agosto de 1795, a Convenção Nacional adotou a Constituição Francesa de 1795 (Ano III), elaborada por uma comissão de onze membros após a recusa dos Termidorianos em aplicar a Constituição do Ano I. Foi a primeira constituição republicana a ser aplicada pela Convenção, visto que a Constituição de 1793 (6 de Messidor do Ano I) foi suspensa pelo regime do Terror. 
O Poder Executivo no período do Diretório, era formando por uma comissão constituída de cinco diretores eleitos por cinco anos, formados por homens da alta burguesia. Que combatem com vigor alguns ideais dos jacobinos como a ideia de igualitarismo, e isso é posto na sua politica ao retornar ao voto censitário. O poder legislativo era exercido por duas câmaras, o Conselho dos Anciãos e o Conselho dos Quinhentos.
Uma das questões do Diretório era controlar a política do medo instaurada pelos jacobinos em 1793 "assumindo controle da violência popular espontânea por meio da legislação terrorista a partir de 1793, Robespierre e o partido montanhês criam as bases do que será definido pelo 'Incorruptível', em seu discurso de 5 de nivoso do ano II, com a linha diretriz: 'O governo revolucionário deve aos bons cidadãos toda a proteção nacional; aos inimigos do povo deve apenas a morte'". O que ocorre com a queda de Robespierre e a ascensão do Diretório é a mudança de quem é o inimigo da nação; nesse momento sendo aquele individuo que atrapalhe o desenvolvimento do Estado controlado pelo Diretório   
Durante seus quatro anos de existência, o regime enfrentou levantes e complôs dos realistas, mas também dos jacobinos, tais como a chamada Conjuração dos Iguais, de 1796, um movimento de jacobinos e radicais igualitaristas que propunha a "comunidade dos bens e do trabalho" e que pretendia estabelecer a igualdade efetiva entre os homens — o que, segundo seu líder, Babeuf, só poderia ser alcançado mediante a abolição da propriedade privada. A conjuração foi duramente esmagada pelo Diretório, que decretou a pena de morte para todos os participantes do movimento, inclusive Babeuf, que foi enforcado. Percebe-se que a violência é semelhante o que se modifica são seus alvos. 
O período do Diretório, frequentemente considerado pela historiografia como um curto período de transição, é também uma época de agitação militar, tanto internamente com o controle das massas populares, como externamente, como quando a França enfrentou a Áustria na campanha da Itália e depois, novamente, quando foi formada a Segunda Coalizão. Uma outra empresa audaciosa realizada na época foi a campanha do Egito, que muito contribuiu para a celebridade de Napoleão Bonaparte, um jovem e talentoso oficial do exército que viria a se tornar uma das principais figuras da história da França.

Esse longo período de conflito fortalece algumas partes como empresas, companhias e agricultores aliados ao Diretório, que recebem a função de reforçar os aparatos franceses nesse cenário. Enriquece também "... fornecedores dos exércitos, financistas que enriquecem com a desgraça e as negociatas do tesouro público símbolos de ganho de dinheiro fácil (...) banqueiros". Homens que estavam alinhados com esse cenário mais conservador e caotizado por uma longa disputa militar e ideológica.

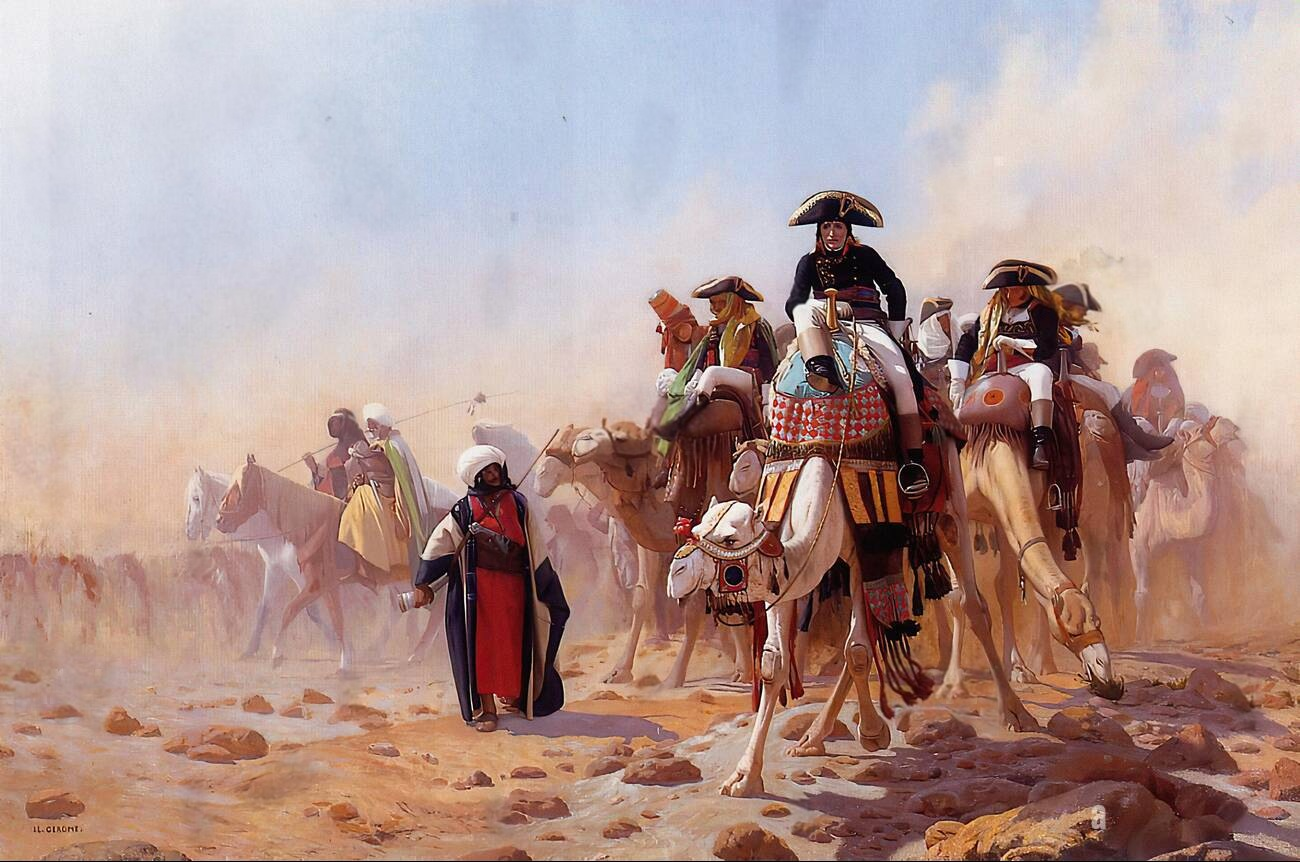
O General Bonaparte durante a campanha do Egito. Jean-Léon Gérôme, 1863.

O Diretório também criou um denso aparato de administração, além de instrumentos econômicos que permanecerão durante os regimes seguintes. Culturalmente, o período é marcado pela recuperação da popularidade da religião, a despeito das medidas tomadas pelo regime, que tentava criar, sem grande sucesso, uma cultura republicana.
Mas a insatisfação com o Diretório não se limitava a determinados grupos. As eleições anuais também mostravam a desaprovação geral em relação ao executivo. Este, para defender o regime, muitas vezes recorreu a golpes de Estado, tais como o do 18 de Brumário do ano V (4 de setembro de 1797), contra a maioria realista recentemente eleita. Gradativamente, o Diretório perdia apoio, e muitos já propunham rever a Constituição do ano III. Em 1799, um dos revisionistas, Sieyès, torna-se Diretor, vindo posteriormente a fomentar o golpe de Estado do 18 brumário (no calendário gregoriano, 9 de novembro de 1799), que colocaria um fim no regime do Diretório — e segundo alguns historiadores, um fim na própria Revolução Francesa — abrindo caminho para a formação do Consulado, cuja personalidade central seria Napoleão Bonaparte.

## O Consulado
O final do Diretório é marcado por uma crise de autoridade num regime que foi minado de dentro. Por conta das guerras de fronteiras — que tem papel determinante na revolução, ora acelerando ora atrasando seu processo — acontece a emancipação do Exército em 1793, transformando-se em uma casta militar nas altas patentes. Bonaparte (comandante do Exército da Itália) ganha cada vez mais poder e mais autonomia por conta de suas incursões vitoriosas contra os piemonteses, expulsando os austríacos de Milão e vencendo em Mântua. O diretório tenta afastar Bonaparte, temendo o crescimento de seu poder. O envia para o Egito e destrói sua frota, mas Bonaparte continua sua incursão em direção à Síria. Bonaparte é recebido como o salvador em Paris, por conta da preocupação da burguesia diretorial com o despertar jacobino em 1798.
O período da Primeira República Francesa conhecido como Consulado começou com o golpe de Estado de 18 de Brumário, em 9 de novembro de 1799, e terminou com a proclamação do Império Francês, em 18 de maio de 1804. Membros do Diretório planejaram o golpe, indicando claramente a falta de poder e eficiência do regime iniciado em 1795 e a vontade de se instaurar um novo regime político. Napoleão Bonaparte foi um co-conspirador no golpe e acabou por se tornar chefe do governo. Posteriormente ele viria a proclamar-se imperador e efetivamente pôr termo à Primeira República Francesa, dando início ao Primeiro Império Francês, de tal forma que podemos ver no Consulado uma forma de transição do regime de Estado francês, já na agonia da Primeira República, marcado pela conciliação forçada que pende em favor da burguesia, segundo autores marxistas.

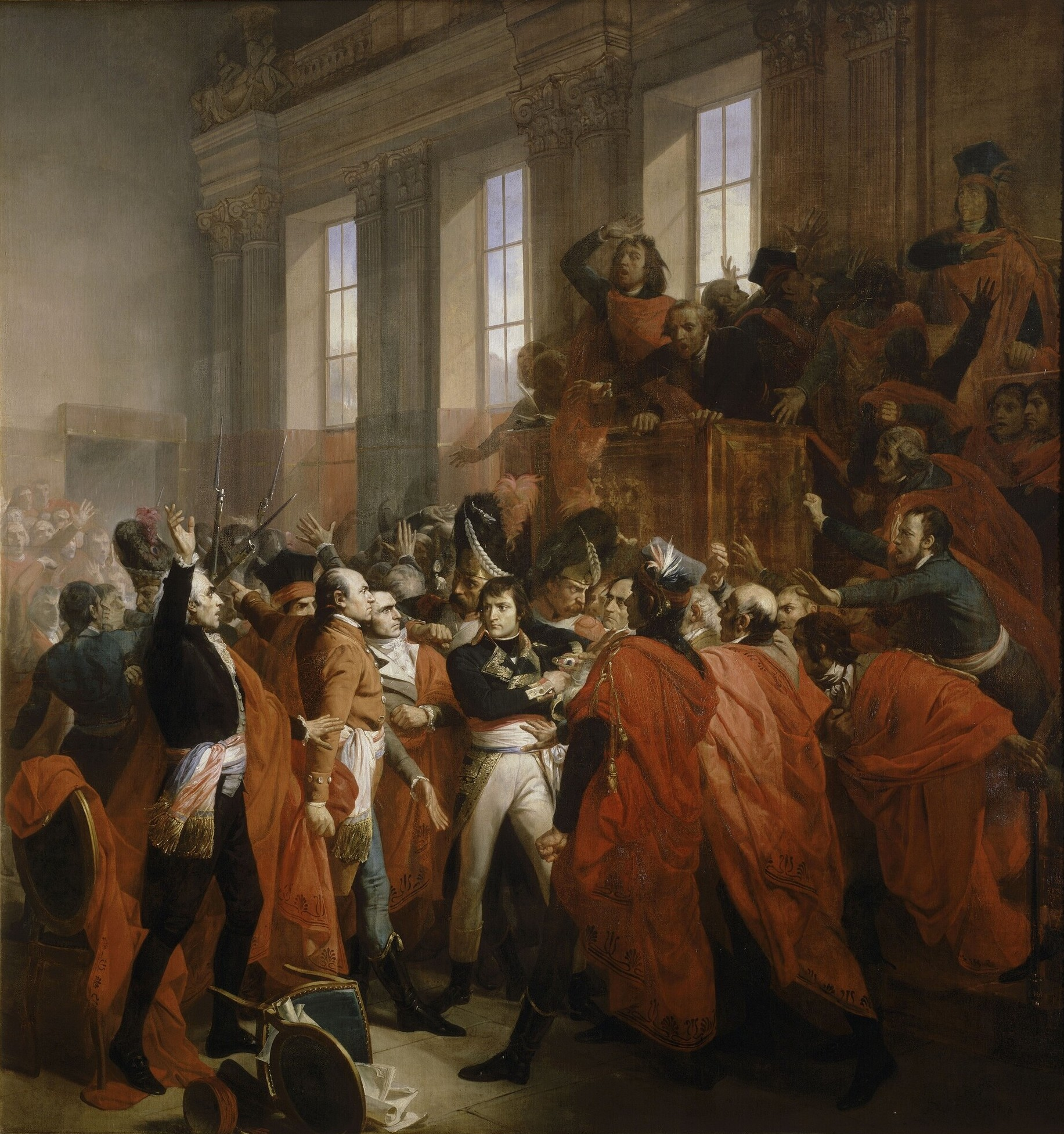
Bonaparte sendo repreendido pelo Conselho dos Quinhentos, em 19 de Brumário. Óleo sobre tela, François Bouchot, 1840.

Na nova Constituição proclamada em 13 de dezembro de 1799, e que inaugura o Consulado, estão os termos da guinada ao autoritarismo e à centralização do poder na figura de três cônsules organizados em um consulado provisório composto por Napoleão, Sieyès e Ducos que, delegados da função de construir um modelo executivo forte que desse fim à instabilidade da fase anterior da República, nomeariam um Primeiro Cônsul, chefe do poder executivo, para um mandato de dez anos — naturalmente, Napoleão Bonaparte. Foi proclamada após o golpe de Estado que ficou conhecido como 18 Brumário, desencadeado pela recusa por parte do Conselho dos Quinhentos em revisar a constituição de 22 de setembro de 1795 que inaugurava a Primeira República e estabelecia a forma de governo através do Diretório, tendo em seu preâmbulo a famosa Declaração dos Direitos e Deveres do Homem e do Cidadão.

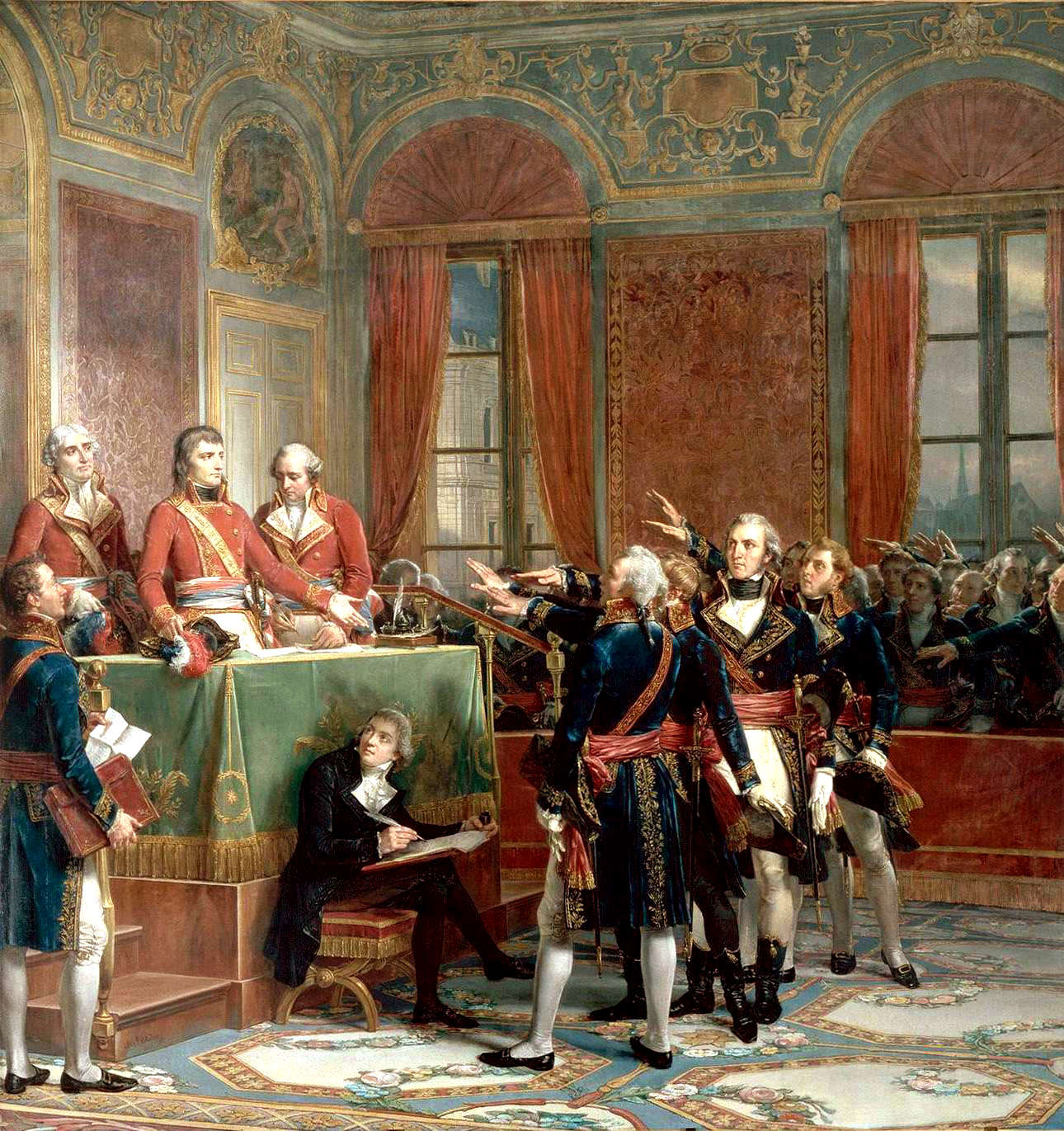
Os três cônsules: Cambacérès e Bonaparte e Lebrun (da esquerda para a direita). Instalação do Conselho de Estado no palácio de Petit-Louxemboug. Auguste Couder, 1856.

Após a primeira fase do período do Consulado, a do consulado provisório, o consulado definitivo é oficialmente instalado em 1 de janeiro de 1800, e Cambacérès e Lebrun são os dois nomes designados por Bonaparte para o compor, em manifesta vontade de reconciliação nacional: o primeiro, um iluminista radical; o segundo, um monarquista moderado. A essa altura, contudo, os dois outros cônsules já não exerciam mais do que um mero poder consultivo. Sieyès, já em conspiração com Napoleão, sobe à presidência do Senado, que tinha por função eleger os três cônsules para um mandato de dois anos, permitindo indefinidamente a reeleição, de acordo com a nova constituição.
"A Declaração dos Direitos do Homem e do Cidadão que servem de preâmbulo a Constituição da Revolução Francesa adotada em 1791 foram insuficientes para conter a centralização do Estado e ao domínio totalitário e repressivo que marcou a França bonapartista".
O Consulado não extingue todos os direitos consagrados na constituição anterior, consolidando alguns no novo texto constitucional, mas retira a Carta da Declaração dos Direitos do Homem e do Cidadão do preâmbulo da nova constituição. Reconduz o clero ao país, alijado que tinha sido anteriormente, e estabelece a liberdade de culto, em um esforço de reintroduzir a ordem social em um país em convulsão. O sufrágio masculino tampouco deixa de existir, embora o poder de representação, no âmbito do Conselho de Estado, seja conferido aos "notáveis", escolhidos pelo poder executivo a partir de uma lista composta pelo sufrágio universal do sexo masculino.
"as aparências deveriam cobrir as acusações de que a soberania do povo e as conquistas da Revolução tivessem sido exterminadas. E a Constituição, portanto, fez constar que a soberania popular estava mantida, bem como o sufrágio universal e o plebiscito. (...) se havia escolhido, dentre as realizações revolucionárias, como conquistas não prejudiciais às pretensões da burguesia".
Cabia ao Conselho de Estado, órgão jurídico, elaborar as leis, defendê-las perante o poder legislativo e as apresentar ao primeiro cônsul, que as acataria ou não, se configurando como uma assembléia técnica que poderia ser consultada pelo primeiro cônsul para oferecer soluções sob demanda para problemas identificados. O poder executivo ganhava com a nova constituição poder de iniciativa em matéria legislativa, além de promulgar as leis. O chefe do executivo também tinha a prerrogativa da nomeação para o preenchimento de cargos das principais funções públicas, como os ministros de Estado e também vários cargos no fragmentado poder legislativo (em especial no Senado, a partir de um sistema de lista, para um cargo inamovível), composto pelo Tribunal, o Corpo Legislativo e o Senado Conservador.
Em 1802 a função de Primeiro Cônsul, ocupada por Napoleão, detentor do poder político, é proclamada vitalícia, após um plebiscito convocado através da nova reforma constitucional, promulgada em 4 de agosto do mesmo ano, que reorganizaria o Consulado. Através dela, o Senado, cooptado, também centralizaria mais poder, em detrimento do Tribunal e do Corpo Legislativo, e o sufrágio universal masculino é aos poucos substituído pelo voto censitário masculino. Nessa fase Napoleão se torna chefe das armas, e o caminho para que fosse proclamado imperador estava assentado: "a Constituição de 1799, que entrou em vigor em 1800, (...) coroava o 18 de Brumário de Napoleão Bonaparte, instituindo todas as condições para o Império de 1804".